# Nenia
La nenia es una composición poética elegíaca de la Antigua Roma que se cantaba en las exequias de una persona. Se expresaban en las nenias las alabanzas del difunto y se cantaban con voz lastimera al son de las flautas por familiares del difunto o por una mujer llamada prafica alquilada para el caso. Precedían a las oraciones fúnebres y acompañaban a las procesiones que se formaban hasta el lugar de sepultura.
Como estas canciones no estaban escritas, se conoce poco sobre su origen y forma. Se considera probable que incluyeran letras y melodías tradicionales y estuvieran acompañadas, principalmente, por flauta o laúd. Encontramos mención de ellas, entre otros, en Suetonio y Séneca el Joven. Además, en Horacio y Ovidio aparece la palabra nenia con el significado de una canción infantil o una canción mágica. A veces, el término también se usa como sinónimo de threnos, un nombre griego antiguo que se refería a diferentes tipos de lamentaciones. 
Retomando este concepto, durante el Renacimiento y el comienzo de los tiempos modernos, poetas humanistas como Michel Marulle o Jean Salmon Macrin cultivaron la nenia como género literario. Erasmo de Róterdam también lo hizo a finales del siglo XV para anunciar la muerte de Johannes Ockeghem, y su poema, musicalizado por Johannes Lupi.
La obra literaria más célebre titulada Nänie (Nenia en alemán) se debe a Friedrich von Schiller, que utilizó el término como título de un poema publicado en 1800 ("¡Lo bello también debe morir!"), que también está inspirado en la Antigua Grecia por los numerosos ejemplos de la mitología griega que contiene, y por la forma del pareado que toma como referencia. En 1880-1881, Johannes Brahms puso música a este poema para coro y orquesta (Nänie, op. 82) en memoria del pintor Anselm Feuerbach. La versión de Carl Orff, Bremen, 1956, se incluyó posteriormente como una segunda frase en el ciclo Dithyrambi, que se estrenó el 22 de noviembre de 1987, con el coro de la Radio Bávara de Múnich.
En tiempos modernos y contemporáneos se han recopilado cantos fúnebres improvisados similares en la cuenca mediterránea y los Balcanes, así como en el lamentu y el voceru de Córcega, donde se siguió practicando en algunas localidades.